# Cherryfield
Cherryfield és una població dels Estats Units a l'estat de Maine (EUA). Segons el cens del 2000 tenia 1.157 habitants.

## Demografia
Segons el cens del 2000, Cherryfield tenia 1.157 habitants, 493 habitatges, i 317 famílies. La densitat de població era de 10,2 habitants per km².
Dels 493 habitatges en un 27,4% hi vivien nens de menys de 18 anys, en un 51,7% hi vivien parelles casades, en un 8,1% dones solteres, i en un 35,5% no eren unitats familiars. En el 30,6% dels habitatges hi vivien persones soles el 17,2% de les quals corresponia a persones de 65 anys o més que vivien soles. El nombre mitjà de persones vivint en cada habitatge era de 2,29 i el nombre mitjà de persones que vivien en cada família era de 2,85.
Per edats la població es repartia de la següent manera: un 22,5% tenia menys de 18 anys, un 5,3% entre 18 i 24, un 24% entre 25 i 44, un 27,5% de 45 a 60 i un 20,7% 65 anys o més.
L'edat mediana era de 44 anys. Per cada 100 dones de 18 o més anys hi havia 88,1 homes.
La renda mediana per habitatge era de 21.486 $ i la renda mediana per família de 31.016 $. Els homes tenien una renda mediana de 26.058 $ mentre que les dones 20.000 $. La renda per capita de la població era de 13.111 $. Entorn del 15,8% de les famílies i el 21,9% de la població estaven per davall del llindar de pobresa.